# Consistório Ordinário Público de 1873

## Cardeais Eleitores
| Nº                 | País               | Nome                                   | Idade              | Cargo                                | Título ou Diaconia                                        |
| Cardeais eleitores | Cardeais eleitores | Cardeais eleitores                     | Cardeais eleitores | Cardeais eleitores                   | Cardeais eleitores                                        |
| ------------------ | ------------------ | -------------------------------------- | ------------------ | ------------------------------------ | --------------------------------------------------------- |
| 1                  | Portugal           | Inácio do Nascimento de Morais Cardoso | 62                 | Cardeal-patriarca de Lisboa          | Cardeal-presbítero de Santos Nereu e Aquileu              |
| 2                  | França             | René-François Régnier                  | 79                 | Arcebispo de Cambrai                 | Cardeal-presbítero de Santíssima Trindade no Monte Pincio |
| 3                  | Áustria            | Maximiliano Joseph von Tarnóczy        | 67                 | Arcebispo de Salzburgo               | Cardeal-presbítero de Santa Maria em Ara Coeli            |
| 4                  | Itália             | Flavio Chigi                           | 63                 | Núncio apostólico na França          | Cardeal-presbítero de Santa Maria do Povo                 |
| 5                  | Itália             | Alessandro Franchi                     | 54                 | Núncio apostólico na Espanha         | Cardeal-presbítero de Santa Maria além do Tibre           |
| 6                  | França             | Joseph-Hippolyte Guibert, O.M.I.       | 71                 | Arcebispo de Paris                   | Cardeal-presbítero de São João na Porta Latina            |
| 7                  | Itália             | Mariano Falcinelli Antoniacci, O.S.B.  | 67                 | Núncio apostólico na Áustria-Hungria | Cardeal-presbítero de São Marcelo                         |
| 8                  | Espanha            | Mariano Benito Barrio y Fernández      | 61                 | Arcebispo de Valência                | Cardeal-presbítero de São João e São Paulo                |
| 9                  | Itália             | Luigi Oreglia di Santo Stefano         | 45                 | Núncio apostólico em Portugal        | Cardeal-presbítero de Santa Anastácia                     |
| 10                 | Hungria            | János Simor                            | 60                 | Arcebispo de Esztergom               | Cardeal-presbítero de São Bartolomeu na Ilha Tiberina     |
| 11                 | Itália             | Camillo Tarquini, S.J.                 | 63                 | Padre da Companhia de Jesus          | Cardeal-diácono de São Nicolau no Cárcere                 |
| 12                 | Itália             | Tommaso Martinelli, O.S.A.             | 46                 | Padre da Ordem de Santo Agostinho    | Cardeal-diácono de São Jorge em Velabro                   |

## Link Externo
- «Catholic Hierarchy» (em inglês)